# Seznam hlav států v roce 500

## Afrika
- Aksum – Ousas, Aksumský král (asi 490–520)
- Království Vandalů a Alanů – Thrasamund, Král Vandalů a Alanů (496–523)

## Amerika
- Palenque – B'utz Aj Sak Chiik (487–501)

## Asie
- Čína (Období jižních a severních dynastií) -
  - Čchi – Xiao Baojuan, císař Čchi (499–501)
  - Severní Wej (Toba) – Xuanwu, císař severní Wej (499–515)
- Heftalitská říše – Tórámán, tédžin Bílých Hunů (Heftalitů) (kolem roku 500)
- Indie
  - Severní Indie (Guptovská říše)

  1. Čandragupta III., Guptovský vládce (496?–500?)
  2. Tathágupta, Guptovský vládce (kolem 500?)
  3. Vainjagupta, Guptovský vládce (500?–515?)

  - Jižní Indie (Pallavská říše)

  1. Nandivarman I., Pallavský vládce (480–500)
  2. Kumáravišnu II., Pallavský vládce (500–510)
- Japonsko (Období Kofun) – Burecu, Japonský císař (498?–507?)
- Korea (Tři státy) -
  - Pekče – Dongseong, král Pekče (479–501)
  - Kogurjo – Mundžamjeong, král Kogurja (491–519)
  - Silla -
    1. Sódži, král Silly (479–500)
    2. Džidžeung, král Silly (500–514)
- Rouranský Kaganát – Yujiulü Nagai, Chán Rouranu (492–506)

## Blízký východ
- Sásánovská říše – Kavád I., perský velkokrál (499–531)
- Východořímská říše – Anastasios I., Východořímský císař (491–518)